# Kwanlin Dun First Nation
Die Kwanlin Dün First Nation (KDFN), Kwanlin Dun First Nation oder Kwänlin Dän Kwächʼǟn („Volk von Whitehorse“) ist die zahlenmäßig größte der First Nations im kanadischen Yukon. Sie zählt zur Stammesgruppe der Southern Tutchone. Die Territorien der First Nation liegen im Gebiet Whitehorse (Kwänlin), der Hauptstadt des Territoriums, in der auch die meisten Stammesangehörigen wohnen.
Kulturell zählen sie zusammen mit den sprachlich eng verwandten Northern Tutchone, Tanana Athabasken und Tagish zu den Nördlichen Athabasken; ihre Sprache – der Ta'an/Whitehorse/Marsh Lake-Dialekt des Southern Tutchone (Dän k'è) – zählt zur Zentral Alaska–Yukon Untergruppe der Nördlichen Athapaskischen Sprachen. Die „Kwanlin Dün First Nation“ bestehen mehrheitlich aus Southern Tutchone, jedoch auch aus Nachfahren der Tagish Ḵwáan (Tágür Kwächʼan – „Carcross-Tagish Volk“) und Tlingit (Łìngit – „Küsten Volk“).

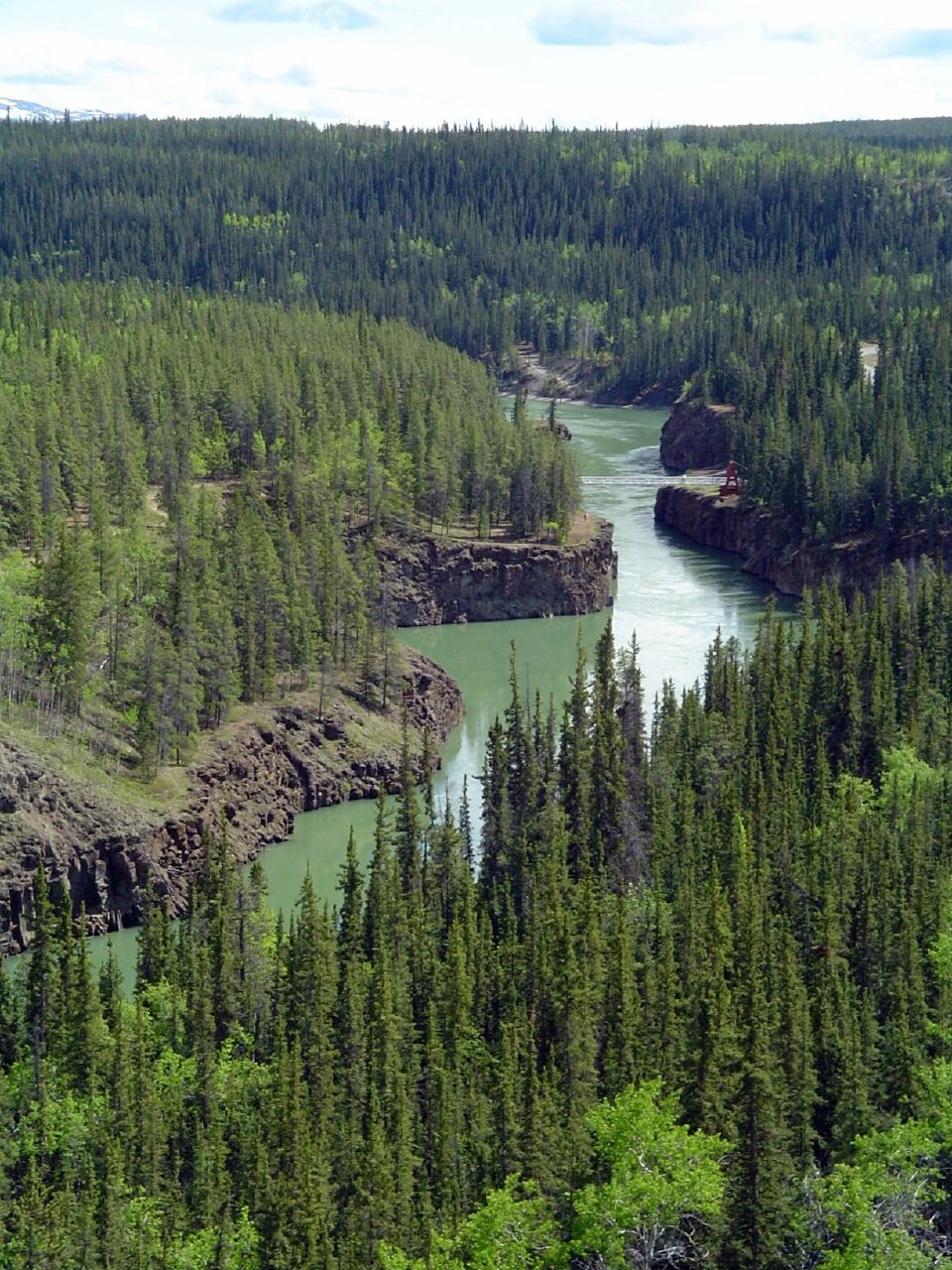
Der Miles Canyon bei Whitehorse

Der Name „Kwanlin“ oder „Kwänlin“ („durch den Canyon fließendes Wasser“) bezieht sich auf einen Flussabschnitt des Yukon Rivers zwischen dem Miles Canyon und den White Horse Rapids in der Nähe der heutigen Stadt Whitehorse und zusammen mit „Dün“ oder „Dän“ („Volk“, „Menschen“) benannte die dort ansässige Southern Tutchone First Nation sich nach dieser Ortsbezeichnung.
Ihr traditionelles Territorium liegt im Quellgebiet des Yukon River (Chu Nínkwän) und erstreckte sich zwischen Marsh Lake (Southern Tutchone: Tàkádàdhà, Tagish Ḵwáan: Sāa Tl’áh Ni) und Lake Labarge (Tàa’an Mǟn) („Head of the Lake“) sowie flussabwärts bis Hootalinqua. Der Yukon River wird von den in seinem Flussgebiet lebenden indigenen Völkern meist einfach als der „Große Fluss“ bezeichnet: die Southern Tutchone als Tágà Shäw, die Northern Tutchone als Tagé Cho und die Tagish Ḵwáan als Tahgàh Cho. Die heutige First Nation führt sich auf die Tagish Ḵwáan um Marsh Lake zurück, die seit langer Zeit ihr traditionelles Gebiet bewohnen (daher ist der traditionelle Tutchone-Name für die Tagish Ḵwáan auch: Tatlʼān Kwächʼǟn – „Marsh Lake Volk“).
Zur „Kwanlin Dün First Nation“ rechnete das Indigenous and Northern Affairs Canada im Juli 2020 genau 1.015 anerkannte Indianer.

## Geschichte

### Frühgeschichte
Früheste Lebensgrundlage waren die Karibuherden, aber auch Elche, Schafe und Murmeltiere, Hasen und Alaska-Pfeifhasen. Dazu kamen Vögel und Fische, vor allem Lachs. Sie legen einen fast 4000 km langen Weg über den Yukon River zurück. Auch leben hier Grizzly-Bären, Wölfe, Kojoten und Luchse.
Das raue Klima erforderte ein halbnomadisches Leben, bei dem Familien in Frühjahrs- und Sommerlagern zum Fischen zusammenkamen, aber auch im kurzen Herbst, um zu jagen. Die frühen Gruppen lebten in Unterkünften aus Zweigen, Geäst und Fellen. Auch die Kleidung war dem Klima angepasst.
Dabei waren die Beziehungen zwischen den Gruppen, die sich im südlichen Yukon und in Alaska als Nomaden bewegten, ausgesprochen eng, obwohl sie verschiedene Sprachen, wie Southern und Northern Tutchone, Upper Tanana, Tagish oder Tlingit sprachen. Diese Beziehungen festigten sie durch regelmäßige Handelskontakte und gemeinsame Feierlichkeiten sowie durch verwandtschaftliche Bande. Auch ähnelte sich ihre Sicht der Welt und ihr Verhältnis zu ihrer Umgebung. Schamanen taten sich als Heiler hervor und waren für die Kontaktaufnahme mit spirituellen Mächten zuständig. Sie halfen auch beim Auffinden von Jagdbeute.
Während der weniger günstigen Zeiten des Jahres zogen kleine Familienverbände, die ihrem jeweiligen Wanderzyklus mit einigen Abweichungen jedes Jahr folgten, durch das gesamte traditionelle Gebiet.
Funde am Annie Lake und am Fish Lake weisen auf Bewohner hin, die hier bereits um 8000 v. Chr. lebten. Wenige Menschen lebten hier, nur zwei große Lanzenspitzen fanden sich 1992 bei einer Grabung. Fische gab es in der gerade vom Eis freigegebenen Landschaft kaum. Kennzeichnend für diese Epoche sind winzige Klingen, die als microblades bezeichnet werden.
Um 4000 v. Chr. war das Gebiet von Sanddünen bedeckt, doch hinterließ eine Gruppe von Jägern Spuren eines Feuers. Dem Northern Archaic konnte eine ungewöhnliche Speerspitze zugewiesen werden, die am Annie Lake erstmals entdeckt wurde, und die als Annie Lake Point bezeichnet wird.
Waldbrände bahnten erheblicher Erosion den Weg und Sanddünen türmten sich erneut auf. Menschliche Spuren fehlen. Am Annie Lake befand sich ein Lager, von wo aus die Männer Schafe, Karibus und Bergziegen jagten. Um 500 n. Chr. erreichte das Lager einen Höhepunkt der Nutzungsintensität, das Klima war feuchter, die Wälder dichter.
Um 750 ereignete sich ein gewaltiger Vulkanausbruch am Oberlauf des White River, der große Teile des Gebiets mit Asche bedeckte. Am Annie Lake jedoch fand sich nur eine dünne Ascheschicht, die es wahrscheinlich erlaubte zu bleiben, oder zumindest wenig später zurückzukehren.
1994 führten Yukon Heritage Branch und Kwanlin Dün First Nation in Zusammenarbeit mit Yukon Conservation Society und MacBride Museum eine archäologische Grabung in der Geisterstadt Canyon City am Miles Canyon durch. Wahrscheinlich lebten auch hier bereits nach Ende der Eiszeit Menschen, doch nachweisen lassen sie sich erst ab 500 v. Chr. Eine Projektilspitze lässt sich zwar aufgrund der Bearbeitungsweise dem Agate Basin complex zuweisen, also der Zeit um 7000 v. Chr., doch lag die Spitze in einer Holzkohleschicht, die sich auf 600 v. Chr. datieren ließ.
Der Pelzhandel kam bereits kurz nach 1800 durch die Tlingit in die Region, die damit den lokalen Handel erstmals an den Welthandel banden. Um 1880 kamen bereits große Mengen hierher. Damit kamen europäische Waren, wie Gewehre, Metallwaren, Äxte, Messer, aber auch Tabak, Tee, Zucker und Mehl zu den Kwanlin Dun und ihren Nachbarn. Dennoch hatten die Beschaffung von Nahrungsmitteln und soziale Gründe für Wanderungen weiterhin Vorrang. Dies hing auch damit zusammen, dass die Tlingit ihr Pelzhandelsmonopol bis in die 80er Jahre verteidigten.
George M. Dawson, der 1887 im Auftrag der Regierung die Region bereiste, registrierte Pfade und Portagen rund um den Miles Canyon.

### Klondike-Goldrausch, Whitehorse
Als 1897, vor allem aber 1898 der Klondike-Goldrausch über die dünn besiedelte Region hereinbrach, strömten rund 100.000 Menschen zu den Goldfeldern. Die meisten von ihnen kamen vom Pazifik her über die beiden einzigen Pässe zum Lake Lindeman oder zum Lake Bennett. Dort bauten sie Flöße und Boote, um die 800 km bis Dawson zu überwinden. Der Verbrauch an Holz stieg sprunghaft an. Bereits im Winter 1897/98 überwinterten an beiden Seen je 10.000 Männer in Zelten. Im Mai 1898 fuhren rund 7.000 Boote den Yukon abwärts. Die Reise führte durch zahlreiche Stromschnellen wie im Miles Canyon oder durch die von White Horse, Five Fingers und The Rink.
Norman Macaulay, ein 28-jähriger Unternehmer aus Victoria, errichtete 1897 ein Roadhouse mit Saloon am Pfad entlang des Miles Canyon und der White Horse Rapids. Diesen bauten 18 Männer in drei Wochen über eine Strecke von 5,5 Meilen zu einer Pferdebahn aus, mit Waggons, die von Pferden auf Eisenbahnschienen gezogen wurden. Als Zehntausende von Goldsuchern ankamen, wie Macaulay es vorhergesehen hatte, bot diese Bahn eine Alternative zum gefährlichen Wasserweg und über Nacht entstand dort Canyon City. Die Canyon and White Horse Rapids Tramway Company verlangte 3 Cent pro Pfund und 25 Dollar pro Boot. Macaulays Männer und 23 Pferde transportierten täglich bis zu 90 Tonnen. Zu diesem Erfolg trug wesentlich bei, dass Superintendent Samuel B. Steele von der örtlichen Polizeitruppe die Fahrt auf dem Strom strengen Restriktionen unterwarf. So durften Frauen und Kinder gar nicht an Bord.
Schon im Sommer 1898 wurden je ein Hotel, Saloon, Restaurant, Laden, dazu Hütten und zahlreiche Zelte errichtet, hinzu kam eine Station der Northwest Mounted Police sowie eine Schmiede. 1899 versuchte John Hepburn, der ebenfalls aus Victoria stammte, Macaulay Konkurrenz zu machen, indem er auf der anderen Flussseite eine Bahnlinie baute. Macaulay seinerseits baute ebenfalls eine und konnte im Juni die des Konkurrenten für 60.000 Dollar übernehmen. Währenddessen wurde die White Pass and Yukon Railway begonnen, die ihren Ausgangspunkt von der Pazifikküste in Skagway nahm. Im August 1899 kaufte sie die Bahnlinien Macaulays für 185.000 Dollar. Im Juni 1900 wurde die tramway Macaulays durch die Fertigstellung der Eisenbahnverbindung überflüssig. Damit verschwand auch Canyon City innerhalb kürzester Zeit, die Polizeistation wurde wohl bald nach Oktober 1901 aufgegeben. Mindestens eine Indianerfamilie zog jedoch in die Geisterstadt.
Im Jahr 1900, auf dem Höhepunkt des Klondike-Goldrauschs, beantragte Chief Jim Boss (Kishxóot) von den Ta'an Kwäch'än beim Commissioner of the Yukon William Ogilvie ein 1.600 Acre großes Reservat bei Ta'an Män. Doch wurden ihm nur 320 Acre zugestanden. Daher schrieb der Häuptling 1902 an das Department of Indian Affairs in Ottawa, dass das Wild überjagt werde, und das sein Volk einen Ausgleich und eine Entschädigung brauche. Er schrieb: „Tell the King very hard we want something for our Indians, because they take our land and our game.“ Ottawa sagte jedoch nur den Schutz des Volkes und des winzigen Reservats zu. Dieser Briefwechsel gilt als erster Versuch, im Yukon Landansprüche durchzusetzen.
Als die White Pass and Yukon Route (WPYR) company das Gebiet der heutigen Stadt Whitehorse erwarb, mussten die dort ansässigen Indianer das Gebiet verlassen und an das Ostufer des Yukon ziehen – unmittelbar nördlich des Geländes des heutigen General Hospital. 1912 wurde die Gruppe erneut umgesiedelt, diesmal an die Stelle, wo sich heute der Robert Service Campground befindet. Von dort bis Kishwoot Island entstanden mehrere Dörfer.
1915 forderte Superintendent John Hawksley ein Reservat für die Indianer. Es dauerte sechs Jahre, bis seine Forderung nach einem Reservat nördlich von Whitehorse umgesetzt wurde. Das Gebiet von 282,3 Acre Fläche (Lot 226) lag in der heutigen Marwell industrial area.

### Alaska Highway, Assimilierungspolitik
1942 begann der Bau des Alaska Highway. Die Bevölkerung von Whitehorse stieg sprunghaft von 700 auf 25.000 an, 1953 wurde der Ort Hauptstadt des Territoriums und löste damit Dawson ab.
Bis 1948 entzog Ottawa, nachdem für Straßenbau und aus militärischen Gründen Land eingezogen worden war, dem Indian Reserve No. 8 die Rechtsgrundlage und damit den Schutz nach dem Indian Act. Damit hatte der Stamm erneut kein eigenes Gebiet, dennoch mussten alle Indianer aus Whitehorse dorthin umziehen.

### Landansprüche und Selbstregierung, Kwanlin Dun First Nation
1956 zwang das Department of Indian Affairs mehrere Stämme zum Zusammenschluss, so dass von sechs Stämmen nur drei übrig blieben. Die Stämme zwischen Marsh Lake und Lake Laberge, vor allem Tagish Kwan und Ta’an Kwäch’än wurden amalgamiert. So entstand die Whitehorse Indian Band, die heutige Kwanlin Dün First Nation. 1962 wurden die letzten indianischen Häuser am Uferweg von Whitehorse (waterfront), dort, wo heute die S.S. Klondike liegt, abgerissen, ihre Bewohner mussten ins Reservat ziehen.
Erst 1987 lösten sich die Ta'an Kwäch'än wieder aus diesem Verband. Sie schlossen 2002 einen Vertrag mit der Regierung, der ihnen ein selbst regiertes Reservat um den Lake Laberge sicherte.
1972 überreichte eine Gruppe von Älteren unter Führung von Elijah Smith, einem Elder der Kwanlin Dün, Premierminister Pierre Trudeau Forderungen unter dem Titel Together Today for Our Children Tomorrow. Der Kern ihrer Botschaft lautete: „ohne Land haben Indianer keine Seele – kein Leben, keine Identität – kein Ziel“. Damit begannen Auseinandersetzungen um die Landrechte der Indianer im Yukon.
Erst 1988 konnte die Kwanlin Dün First Nation an ihren heutigen Wohnort westlich des Alaska Highway ziehen, auf Land, das für den Bau einer Pipeline vorgesehen war, die nie gebaut wurde (McIntyre subdivision). Im Juli 1998 trennte sich der Ta’an Kwäch’än Council wieder von der Whitehorse band. 2001 wurde Lot 226 als Reservat vom Obersten Gerichtshof anerkannt.
Am 19. Februar 2005 unterzeichnete der Stamm den abschließenden Vertrag über ihre Landansprüche und die Selbstregierung (self-government) mit Bestimmungen, die ab dem 1. April Gültigkeit erlangten. Damit waren die Kwanlin Dun die zehnte Nation auf dem Gebiet des Territoriums, die sich selbst regierte. Die überaus langwierigen Verhandlungen hingen mit ihrer komplizierten Situation in der vergleichsweise dicht besiedelten Region zusammen. So gehört Whitehorse, wo zwei Drittel der Bevölkerung des Territoriums leben, zum traditionellen Territorium.
Der Stamm erhielt ein Gebiet von insgesamt 10.380 km², wobei einige Punkte als Special Management Areas (SMAs) ausgewiesen wurden, die unter besonderem Schutz stehen. Zu ihnen gehören der Kusawa Park und die Lewes Marsh Habitat Protection Area.

## Aktuelle Situation

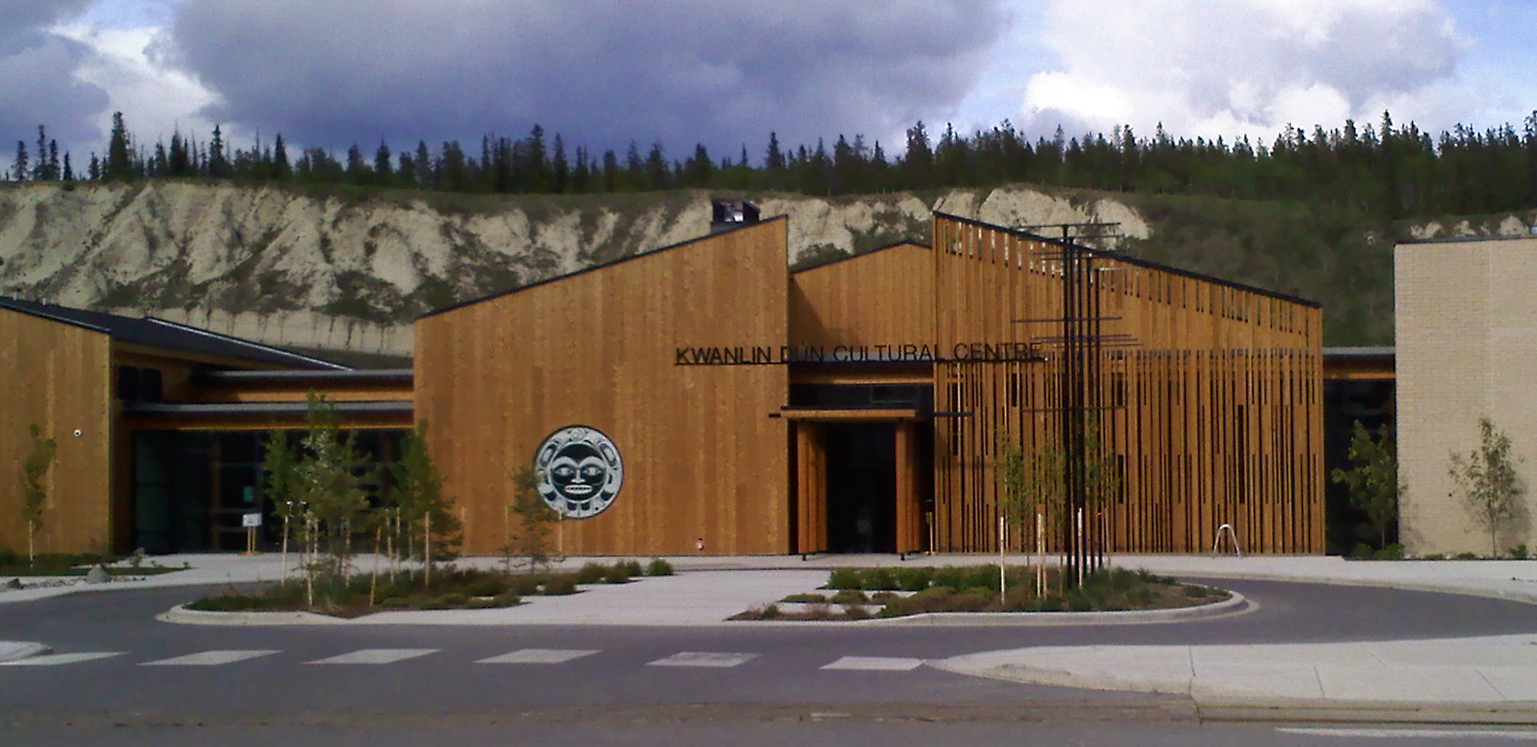
Das Kulturzentrum

Die Regierung besteht aus der General Assembly, aus dem Häuptling und seinen sieben Beratern, die alle drei Jahre gewählt werden, dem Rat der Älteren (Elders Council), dem Jugend- und dem Rechtsrat. Regierungssitz ist in 35 MacIntyre, Whitehorse. Der Übergang von einer Regierung unter dem Indianergesetz zu einer Selbstregierung bedurfte finanzieller Unterstützung, denn die Mittel für Programme zur Gesundheit, zu Hausbau, Wirtschaftsentwicklung, Umweltschutz und zu kulturellen und historischen Projekten waren zunächst gering. In Whitehorse entstand zudem das Waterfront Cultural Centre.
2011 wurde Rick O’Brien zum neuen Häuptling gewählt.